# Justicia orbicularis
Justicia orbicularis é uma espécie de planta da família Acanthaceae. Ela é encontrada nos Camarões e na Nigéria. O seu habitat natural consiste em florestas subtropicais ou tropicais húmidas. Ela é ameaçada por perda de habitat.